# بوتیل‌پارابن
بوتیل‌پارابن (به انگلیسی: Butylparaben) با فرمول شیمیایی C۱۱H۱۴O۳ یک ترکیب شیمیایی با شناسه پاب‌کم ۷۱۸۴ است؛ که جرم مولی آن ۱۹۴٫۲۲۷ g/mol می‌باشد. شکل ظاهری این ترکیب، پودر بلورین بی‌رنگ و بی‌بو است.